# Feuerwehrfahrzeuge-Kartell

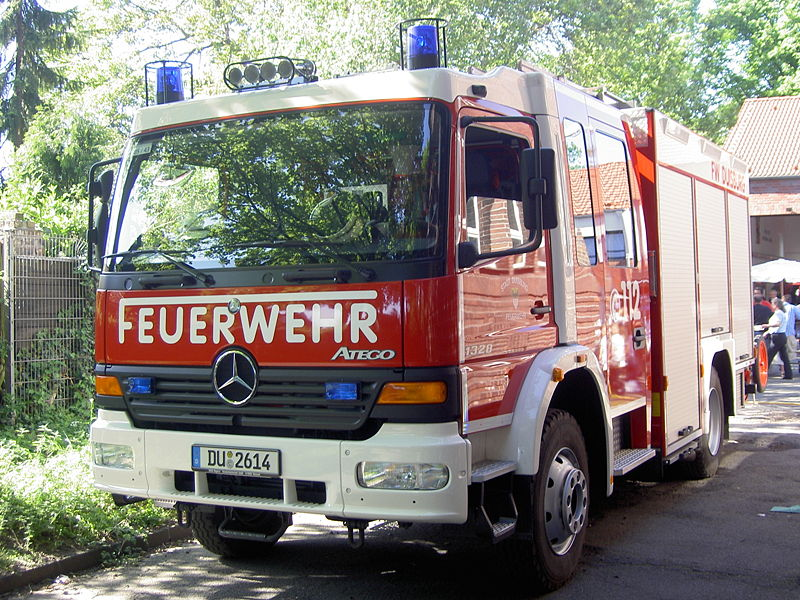
Beispielbild eines Löschfahrzeugs: LF 20/16

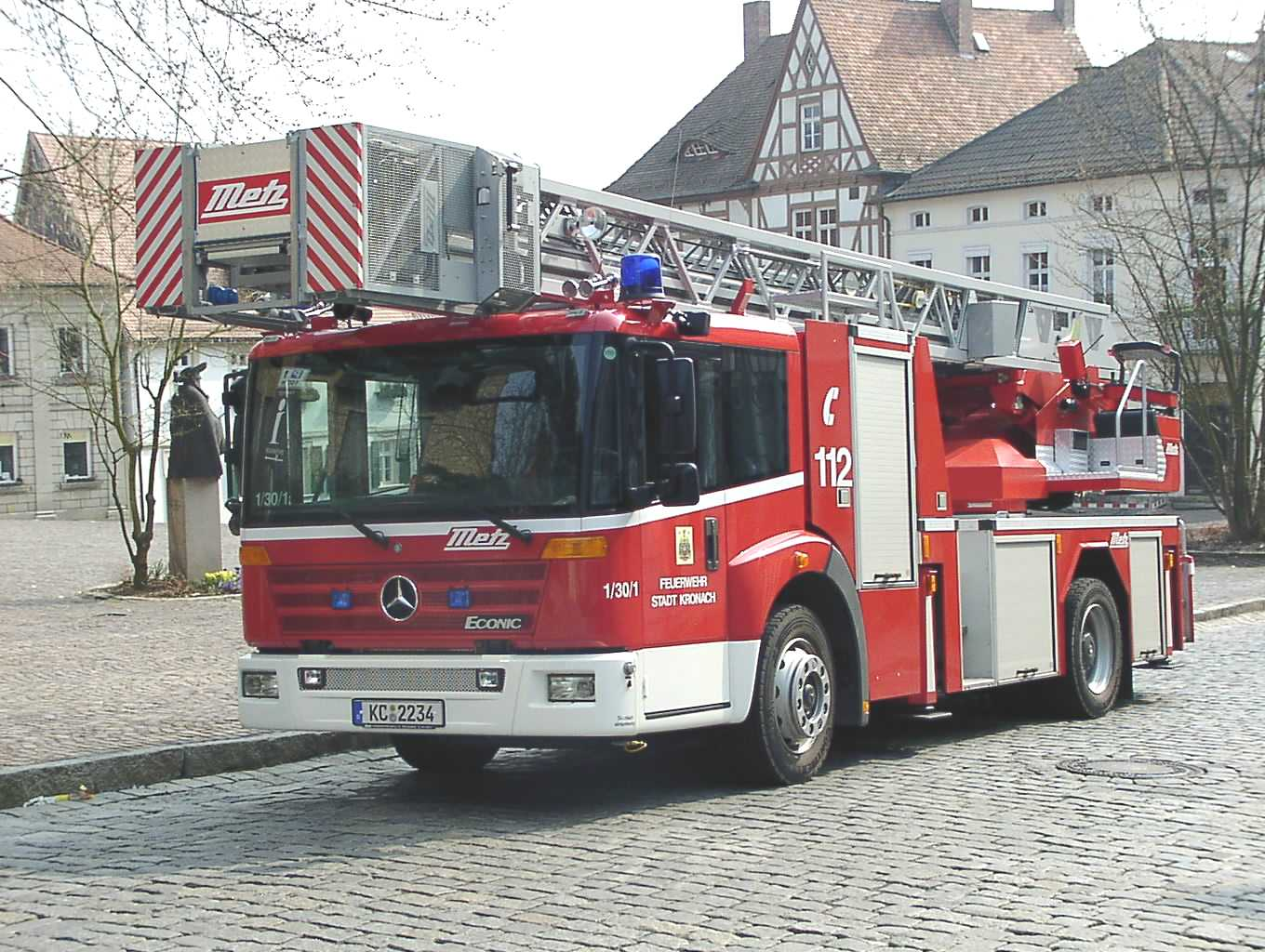
Beispielbild eines Hubrettungsfahrzeugs: DLK 23-12

Das Feuerwehrfahrzeuge-Kartell (auch Feuerwehr-Kartell oder Feuerwehrgerätebeschaffungskartell) war ein Kartell zwischen mehreren Herstellern von Feuerwehrfahrzeugen auf dem deutschen Markt, das im Jahr 2011 durch das Bundeskartellamt aufgedeckt wurde. In einem ersten Verfahren wurde gegen die Hersteller von Lösch- und Rüstfahrzeugen ermittelt, in einem zweiten Verfahren gegen die Hersteller von Hubrettungsfahrzeugen.

## Marktsituation
Auf dem Markt für Feuerwehrfahrzeuge befinden sich in Deutschland zahlreiche inländische wie auch einige ausländische Anbieter. Ein Großteil der Fahrzeuge wird entsprechend geltender DIN-Normen verkauft (siehe auch Feuerwehrfahrzeuge in Deutschland), ein geringerer Anteil auch nach Sonderbauwünschen und individueller Gestaltung. Hauptabnehmer von Feuerwehrfahrzeugen im Inland sind Kommunen, die nach den jeweils geltenden Landesbrandschutzgesetzen für die Organisation des lokalen Brandschutzes zuständig sind. Die Aufträge der Kommunen werden dabei regelmäßig im Rahmen von Ausschreibungen vergeben. Daneben befinden sich Werkfeuerwehren größerer Unternehmen auf der Käuferseite.
Im Jahr 2010 erzielte die Feuerwehrtechnikbranche in Deutschland einen Gesamtumsatz von rund 560 Mio. €. Der Markt für Feuerwehrfahrzeuge hatte dabei ein Volumen von rund 480 Mio. €. Jährlich werden rund 2000 bis 2500 Feuerwehrfahrzeuge abgesetzt, davon rund 700 bis 900 Lösch- sowie 60 bis 100 Hubrettungsfahrzeuge.
Auf dem Markt für Lösch- und Rüstfahrzeuge hatten die vier Unternehmen Iveco Magirus Brandschutztechnik, Schlingmann, Rosenbauer und Ziegler einen Marktanteil von rund 90 % und bildeten damit ein Oligopol. Auf dem Markt für Hubrettungsfahrzeuge hatten die beiden Unternehmen Metz Aerials und Iveco Magirus Brandschutztechnik einen Marktanteil von zusammen annähernd 100 % und bildeten damit ein Duopol.

## Die Kartelle
Im Februar 2011 wurde bekannt, dass die etablierten Hersteller auf dem Feuerwehrfahrzeugmarkt in zwei Kartelle verwickelt waren. Zum einen verabredete man sich im Bereich von Löschfahrzeugen, zum anderen im Bereich der Hubrettungsfahrzeuge.

### Beteiligte Unternehmen
| Unternehmen                | Sitz                                | Logo |
| -------------------------- | ----------------------------------- | ---- |
| Magirus GmbH               | Ulm                                 |      |
| Metz Aerials GmbH & Co. KG | Karlsruhe                           |      |
| Rosenbauer Gruppe          | Luckenwalde und Leonding/Österreich |      |
| Schlingmann GmbH & Co. KG  | Dissen am Teutoburger Wald          |      |
| Albert Ziegler GmbH        | Giengen an der Brenz                |      |

Das Unternehmen Iveco Magirus Brandschutztechnik war dabei sowohl am Lösch- als auch am Hubrettungsfahrzeugekartell beteiligt. Darüber hinaus war ein Schweizer Wirtschaftsprüfer als Koordinierungsstelle innerhalb des Löschfahrzeuge-Kartells beteiligt, gegen den ebenfalls ein Bußgeld verhängt wurde.
Die Anbieter Empl (Österreich), Lentner (Deutschland) und Gimaex-Schmitz (Deutschland) waren nicht in das Kartell involviert.

### Vorgehensweise in den Kartellen

#### Löschfahrzeugekartell
Im Löschfahrzeugekartell sprachen die Hersteller sich auf zwei Ebenen ab. Zum einen erfolgten Treffen auf Ebene der Unternehmensleitung (so genannte Zürich-Runde), zum anderen Treffen auf Ebene der Vertriebsleiter.

##### Zürich-Runde
Die Unternehmensleiter (Geschäftsführer und Vorstandsvorsitzende) der Kartellanten trafen sich von 2001 bis 2009 regelmäßig am namensgebenden Flughafen Zürich, um in ihrer Runde Absprachen zu treffen. Die Treffen erfolgten auf informeller Basis ohne schriftliche Fixierungen (Einladungen, Teilnahmelisten u. ä.) (so genanntes Frühstückskartell) auf „neutralem“ Schweizer Boden. Das Bundeskartellamt konnte insgesamt 19 Sitzungen nachweisen.
Inhalt der Treffen war ein Austausch über die Marktsituation im Feuerwehrfahrzeugemarkt. Alle beteiligten Unternehmen meldeten seit 2000 ihre jeweiligen Auftragseingänge an den Schweizer Wirtschaftsprüfer, der aus den Daten eine Marktstatistik erstellte. Zudem hatten die Unternehmen Sollquoten vereinbart und somit den Gesamtmarkt aufgeteilt (Produktions- oder Quotenkartell). Auf den Treffen wurde mittels der Marktstatistik überprüft, inwieweit die tatsächlichen Auftragseingänge mit den vereinbarten Sollquoten übereinstimmten. Sofern dies nicht der Fall war, wurden in den Unternehmen Maßnahmen ergriffen, um den tatsächlichen Marktanteil der vereinbarten Sollquote anzunähern. Ebenfalls wurden allgemeine Preiserhöhungen der beteiligten Unternehmen abgesprochen.

##### Vertriebsleiter-Runde
Auf der Ebene der Vertriebsleiter wurden ebenfalls Treffen durchgeführt. Dabei trafen sich die Vertriebsleiter der beteiligten Unternehmen ungefähr alle drei Monate in einem Hotel in Biebelried oder in Autobahnraststätten, insbesondere am Kirchheimer Dreieck bei Bad Hersfeld. Bei den Sitzungen wurden zumindest bis 2004 Listen mit aktuellen Ausschreibungen von Kommunen besprochen. Anhand dieser konkreten Auftragslage und den Ergebnissen der Zürich-Runde wurde unter den Beteiligten abgesprochen, welches Unternehmen welchen Auftrag erfüllen sollte und die Ausschreibungen aufgeteilt. Um den Zuschlag entsprechend der Kartellabsprache zu garantieren, wurde von den übrigen Unternehmen eine entsprechend ungünstige Rabattpolitik betrieben.

#### Hubrettungsfahrzeugekartell
Im Kartell auf dem Markt für Hubrettungsfahrzeuge haben die beteiligten Unternehmen Metz und Iveco Magirus Brandschutztechnik ebenfalls auf Ebene der Unternehmens- und Vertriebsleiter Absprachen zur Marktaufteilung getroffen.
Zumindest seit 1998 bestand eine Vereinbarung darüber, die Ausschreibungen für Hubrettungsfahrzeuge jeweils zur Hälfte auf die beiden beteiligten Unternehmen zu verteilen. Hierfür wurden Listen mit den anstehenden Ausschreibungen von Kommunen ausgetauscht und die Aufträge entsprechend zugeteilt. Das Unternehmen, das den Zuschlag erhalten sollte, gewährte dabei einen Rabatt auf den kartellbedingt ähnlich hohen Listenpreis in Höhe von 5 bis 8 %, während das unterlegene Unternehmen lediglich einen Rabatt in Höhe von bis zu 3 % gewähren sollte.
Die Kommunikation innerhalb des Kartells wurde aus Tarnungszwecken zunächst über Prepaid-Handys und Schriftverkehr über die privaten Adressen der Vertriebsleiter abgewickelt. Seit 2006 wurde per E-Mail kommuniziert; zur Tarnung wurden dabei Begriffe aus dem Fußball verwendet; Kartelltreffen wurden als Trainingstermine, abgesprochene Rabatte als Spielergebnisse formuliert.

## Das Kartellverfahren

Logo des Bundeskartellamts

Seit 2009 ermittelte das deutsche Bundeskartellamt zusammen mit der österreichischen Bundeswettbewerbsbehörde nach dem Eingang einer anonymen Anzeige sowie einer Selbstanzeige des Herstellers Metz Aerials in Bezug auf mögliche wettbewerbswidrige Absprachen zwischen den beteiligten Unternehmen. Zwischen Mai 2009 und Juli 2010 wurden vier Durchsuchungsaktionen durchgeführt, davon zwei in Zusammenarbeit mit der Bundeswettbewerbsbehörde in Österreich (Rosenbauer).
Im Februar 2011 wurden die Kartelle auf dem Feuerwehrfahrzeugemarkt aufgedeckt und der Öffentlichkeit bekannt gemacht. Im ersten Verfahren gegen die Hersteller von Löschfahrzeugen verhängte das Bundeskartellamt mit Bescheid vom 10. Februar 2011 Geldbußen in Höhe von 20,5 Millionen € gegen die Hersteller Schlingmann, Rosenbauer und Ziegler. Gegen Iveco Magirus Brandschutztechnik wurde noch weiter ermittelt, ebenso im Bereich der Hubrettungsfahrzeuge. In diesem Verfahren wurde gegen den Hersteller Iveco Magirus Brandschutztechnik mit Bescheid vom 27. Juli 2011 ein Bußgeld in Höhe von 17,5 Millionen € verhängt.
Der Verfahrenskomplex Feuerwehrfahrzeuge wurde dann schließlich im März 2012 vom Bundeskartellamt abgeschlossen; es verhängte am 7. März 2012 ein weiteres Bußgeld gegen den Hersteller Iveco Magirus Brandschutztechnik für dessen Beteiligung am Löschfahrzeugekartell in Höhe von 30 Millionen €.

## Konsequenzen

### Bußgeldverfahren
Das Bundeskartellamt hat bislang (Stand: März 2012) Geldbußen gem. § 81 GWB in Höhe von 68 Millionen € gegen die Kartellbeteiligten ausgesprochen. Die Strafen von Ziegler, Schlingmann, Rosenbauer und die Hubrettungsfahrzeug-Strafe von Iveco Magirus wurden im Rahmen eines Settlement-Verfahrens akzeptiert und auf eine gerichtliche Aufarbeitung verzichtet, die Bescheide sind somit inzwischen rechtskräftig geworden.
Iveco Magirus Brandschutztechnik hat angekündigt, gegen den Bußgeldbescheid im Löschfahrzeuge-Verfahren gerichtlich vorgehen zu wollen.
Folgende Geldbußen wurden im Einzelnen verhängt:
| Unternehmen                      | Geldbuße Löschfahrzeuge | Geldbuße Hubrettungsfahrzeuge | Gesamtsumme der Geldbußen |
| -------------------------------- | ----------------------- | ----------------------------- | ------------------------- |
| Iveco Magirus Brandschutztechnik | 30 Mio. €               | 17,5 Mio. €                   | 47,5 Mio. €               |
| Ziegler                          | 8 Mio. €                | -                             | 8 Mio. €                  |
| Schlingmann                      | 2 Mio. €                | -                             | 2 Mio. €                  |
| Rosenbauer mit Metz Aerials      | 10,5 Mio. €             | straffrei                     | 10,5 Mio. €               |

Die Metz Aerials GmbH ist im Rahmen der Kronzeugenregelung im Hubrettungsfahrzeugekartell straffrei ausgegangen. Gegen den Schweizer Wirtschaftsprüfer wurde als Kartellgehilfe ebenfalls eine Geldbuße verhängt.
Die Albert Ziegler GmbH & Co. KG hat nach eigenen Angaben aufgrund von Liquiditätsengpässen infolge der Kartellstrafe im August 2011 Insolvenz angemeldet. Anfang November 2011 erfolgte die Eröffnung des Insolvenzverfahrens.

### Strafrechtliche Ermittlungen
Vom Bundeskartellamt wurden die jeweils zuständigen Staatsanwaltschaften über das Kartell informiert. Gegen am Kartell beteiligte Personen und Unternehmen wurden in der Folge entsprechende Verfahren eingeleitet. Im August 2011 kam es zu einer bundesweiten Durchsuchungsaktion bei kartellbeteiligten Unternehmen sowie kommunalen Beschaffungsgesellschaften, bei denen die Staatsanwaltschaften Neuruppin, Osnabrück und Stuttgart insgesamt 14 Objekte in acht Bundesländern durchsuchen ließen.
Über den Vorwurf der wettbewerbsbeschränkenden Absprachen bei Ausschreibungen, die nach § 298 StGB strafbar sind, hinaus wird auch in Bezug auf mögliche Korruptionsdelikte ermittelt, über die die kartellbeteiligten Unternehmen vertrauliche Informationen über die Vergabeverfahren von kommunalen Mitarbeitern erhalten haben könnten. Die Ermittlungen der Staatsanwaltschaft Stuttgart dauerten nach eigenen Angaben zumindest noch bis Frühsommer 2013 an.

### Schadensersatzforderungen
Verschiedene Kommunen prüfen die Geltendmachung von Schadensersatzansprüchen gegen die tatbeteiligten Unternehmen gem. § 33 Abs. 3 und 4 GWB. Der Deutsche Städtetag und der Deutsche Städte- und Gemeindebund haben ein Gutachten über mögliche finanzielle Schäden der Kommunen in Auftrag gegeben und verhandelten mit den Unternehmen über einen Pool/Fonds für eine außergerichtliche Schadensersatzzahlung. Problematisch ist hierbei jedoch die Insolvenz von Ziegler, wodurch in Zweifel gezogen wird, ob Ziegler überhaupt Geld in einen Fonds einzahlen könnte; aus diesem Grund ist Ziegler auch nicht mehr an dem Gutachten beteiligt. Iveco Magirus Brandschutztechnik hat sich ferner nicht bereit erklärt, dem Gutachten beizutreten. Am Gutachten sind folglich nur die Unternehmen Schlingmann und die Rosenbauer-Gruppe beteiligt.
Daneben besteht für die Gemeinden das kartellrechtliche Problem, einen konkreten Schaden zu berechnen, üblicherweise wird hierfür der hypothetische Marktpreis ermittelt. Vom Städtebund wird empfohlen, einen Pauschalierten Schadensersatz in Höhe von 15 % in Anlehnung an das Vergabehandbuchs des Bundes geltend zu machen.
Mit der Schadensermittlung wurde das Beratungsunternehmen Lademann & Associates aus Hamburg beauftragt, das zunächst Daten von allen Kommunen erhoben hat, um die möglichen Kartellauswirkungen feststellen zu können. Das Gutachten soll Ende August 2012 vorgelegt werden. Im November 2012 wurden erste Details möglicher pauschaler Schadensersatzzahlungen bekannt; die durchschnittliche Höhe dürfte sich demnach im unteren vierstelligen Bereich bemessen. Der Kartellant Iveco-Magirus erwägt nun auch, sich auf Basis des Gutachtens an der Schadensabwicklung zu beteiligen.
Ebenfalls prüfen nicht-kartellbeteiligte Mitbewerber mögliche Schadensersatzansprüche wegen unrechtmäßig verlorener Aufträge gegen die Kartellanten.
Die Stadt Köln hat im April 2012 bekannt gegeben, zunächst außergerichtlich Schadensersatz aufgrund der Kartellverstöße gegen Iveco Magirus Brandschutztechnik geltend zu machen und auch spätere Klagen nicht ausgeschlossen. Für den Fall des Scheiterns der außergerichtlichen Lösung innerhalb des Pools (s. o.) hat die Stadt Erding ebenfalls die Anstrengung von Musterklagen angekündigt. Zwischenzeitlich hat die Stadt Erding die Ausgleichszahlung aus dem Fonds akzeptiert und bestreitet den Rechtsweg nicht weiter.
Im Mai 2013 einigten sich der Deutsche Städtetag, der Deutsche Landkreistag und der Deutsche Städte- und Gemeindebund mit den Unternehmen Schlingmann, Rosenbauer und Iveco Magirus Brandschutztechnik außergerichtlich auf Schadensersatzzahlungen aus einem Regulierungsfonds mit einem Volumen von insgesamt rund 6,74 Millionen €. Auf Basis des Gutachtens wird für Beschaffungen in den Jahren 2000 bis Mitte 2004 ein Ausgleich für die kartellbedingte Überhöhung der Preise aus dem Fonds an betroffene Kommunen gezahlt, je nach Fahrzeugtyp werden 1.600 € bis 2.200 € Ausgleich gezahlt. Den Kommunen steht frei, sich diesem Modell anzuschließen oder ggfs. höhere Ansprüche auf dem Gerichtsweg geltend zu machen.
Im September 2013 erfolgte analog zu den Löschfahrzeugen eine außergerichtliche Einigung im Bereich der Drehleiter-Beschaffung. Betroffenen Gemeinden, die zwischen 2000 und 2007 Fahrzeuge beschafft haben, werden mit Ausgleichszahlungen in drei Typklassen zwischen 10.500 € und 16.000 € entschädigt; insgesamt steht ein Betrag von 6,41 Mio. € zur Verfügung.
Als Gesamtsumme stehen somit für Schadensersatzleistungen an Kartellbetroffene 13,15 Mio. € zur Verfügung. Stand Anfang 2014 sind bereits viele Kommunen auf Basis der außergerichtlichen Lösung für zu teuer beschaffte Löschfahrzeuge entschädigt worden.
Im Juli 2014 konnte auch das Verfahren zum Schadensausgleich im Bereich der Hubrettungsfahrzeuge weitestgehend abgeschlossen werden. Bei 391 Hubrettungsfahrzeugen wurde so eine Entschädigung an die jeweilige beschaffende Kommune gezahlt.

### Ausschluss von Ausschreibungen
Ebenfalls wurden die tatbeteiligten Unternehmen von zahlreichen Kommunen von der Beschaffung zukünftiger Fahrzeuge ausgeschlossen. Das Niedersächsische Ministerium für Wirtschaft, Arbeit und Verkehr hat in einer Empfehlung für kommunale Beschaffer von Fahrzeugen festgestellt, dass die kartellbeteiligten Unternehmen vergaberechtlich als unzuverlässig angesehen werden können und somit von Ausschreibungen ausschließbar sind.
Das Land Berlin hat im Juli 2011 jedoch die zwischenzeitliche Sperre der kartellbeteiligten Unternehmen aufgehoben, da es die Unternehmen als rehabilitiert ansieht. Ziegler versucht im Weiteren, seine Position mithilfe der baden-württembergischen Landesregierung zu verbessern.
Von kommunaler Seite wurde zudem die passive Haltung der Feuerwehrverbände kritisiert und für die Zukunft eine größere „Hellhörigkeit“ bei Ausschreibungen eingefordert.
Im Dezember 2011 wurden die Hersteller Rosenbauer, Metz Aerials, Schlingmann und Iveco Magirus Brandschutztechnik von Zertifizierung Bau e. V. (seit 2012: Zertifizierung Bau GmbH) in Bezug auf ihre vergaberechtliche Zuverlässigkeit überprüft und die Angaben der Bietererklärung erfolgreich zertifiziert. Das Prüfverfahren ist mit den kommunalen Spitzenverbänden abgestimmt und die Einhaltung der Anforderungen an die Bietererklärung wird fortdauernd überwacht.

### Organisatorische Änderungen in den Unternehmen
In nahezu allen am Kartell beteiligten Unternehmen kam es zu personellen wie auch organisatorischen Änderungen im Unternehmen. Zahlreiche Personen aus Geschäftsführung und Vertriebsleitung wurden ihrer Aufgaben entbunden und durch neues Leitungspersonal ersetzt. Zudem wurden in den Tatunternehmen Compliance-Systeme installiert, die in Zukunft ähnliches Missverhalten unterbinden und die vergaberechtliche Zuverlässigkeit wiederherstellen (sogenannte „Selbstreinigung“) sollen. Um die Maßnahmen zur Selbstreinigung zu bestätigten, haben sich einige Unternehmen einer Zertifizierung unterzogen (siehe oben), die Zweifel an der Zuverlässigkeit für künftige Bieterverfahren beseitigen soll.
Im Zuge der Insolvenz Zieglers kam es darüber hinaus zu noch weiteren organisatorischen Änderungen im Rahmen der angestrebten Sanierung. Bei Rosenbauer und Iveco Magirus Brandschutztechnik erfolgten Zusammenschlüsse bisher getrennter Töchtergesellschaften zu einheitlichen Anbietern.